# Chiloscyphus himalayensis
Chiloscyphus himalayensis là một loài rêu tản trong họ Lophocoleaceae. Loài này được (A. Srivast. & S.C. Srivast.) J.J. Engel miêu tả khoa học lần đầu tiên năm.